# Eugen Nosko
Eugen Nosko, né le 15 octobre 1938 à Martin, en Tchécoslovaquie, est un photographe et journaliste allemand.

## Biographie
Eugen Nosko va à l'école primaire de Martin, où il grandit dans un milieu bilingue. En 1946, après la promulgation des décrets Beneš, la famille quitte la Tchécoslovaquie et s'installe à Teterow, dans le Mecklembourg. Après ses études, Nosko suit une formation de mécanicien radio à Radeberg, mais ne s'oriente pas dans cette voie.
De 1961 à 1963, il est stagiaire à la rédaction du quotidien de Dresde Die Union (de), suit des cours à distance à l'école de journalisme de Leipzig et obtient son diplôme. À partir de 1964, il travaille en indépendant, initialement pour les organes de presse centraux de la RDA. Il se forme en autodidacte comme rédacteur, photographe et photojournaliste. À partir de 1967, il s'oriente vers la photographie industrielle pour le compte d'entreprises publiques est-allemandes et d'associations de la RDA. Il crée alors d'importantes séries thématiques de photographies. En 1985, il s'installe en République fédérale d'Allemagne, où il continue à travailler comme photographe industriel indépendant. Depuis qu'il a mis fin à son travail photographique pour des raisons de santé en 2000, il vit de nouveau à Dresde.

## Œuvre
Au centre de son travail se trouvent l'homme et la technologie dans la vie industrielle quotidienne de la RDA. Ses séries d'images se concentrent principalement sur l'exploitation minière, la sidérurgie, la construction et les transports. En outre, il constitue une vaste collection de vues urbaines. En 1998, le département de la Deutsche Fotothek de la Bibliothèque de Dresde a pu ajouter à son inventaire environ 11 000 images moyen format de ses photographies industrielles, puis en 2008, environ 26 000 enregistrements de l'industrie de la RDA, des villes de la RDA, de cabarets et de spectacles de variétés. Depuis 2008, 3 000 images de photographie industrielle de la République fédérale d'Allemagne de 1986 à 1995 font également partie de la collection de la photothèque allemande.

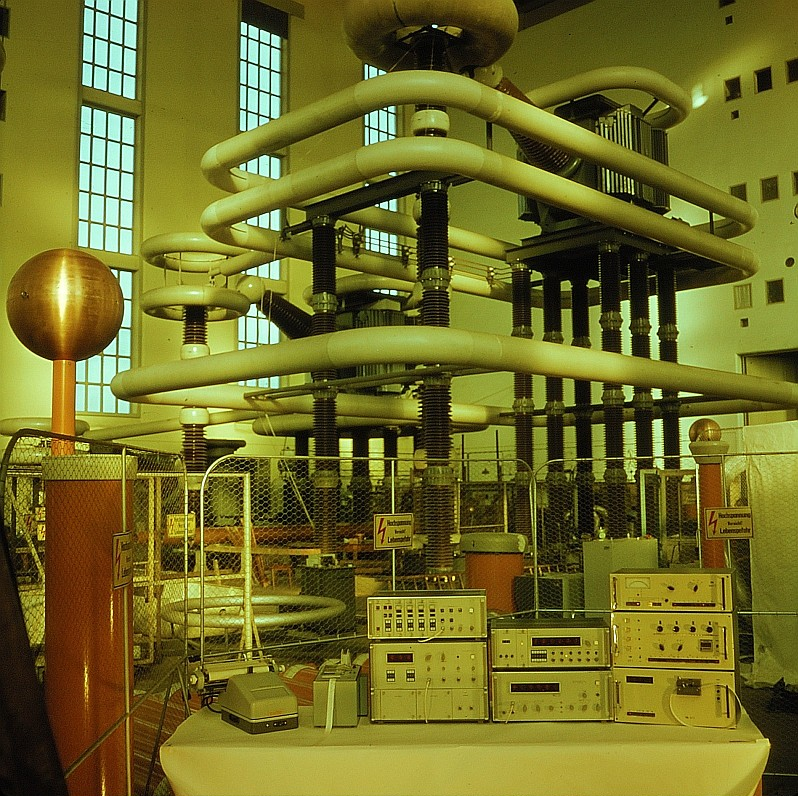
L'usine de transformateurs et de rayons X Hermann Matern à Dresde, 1971.
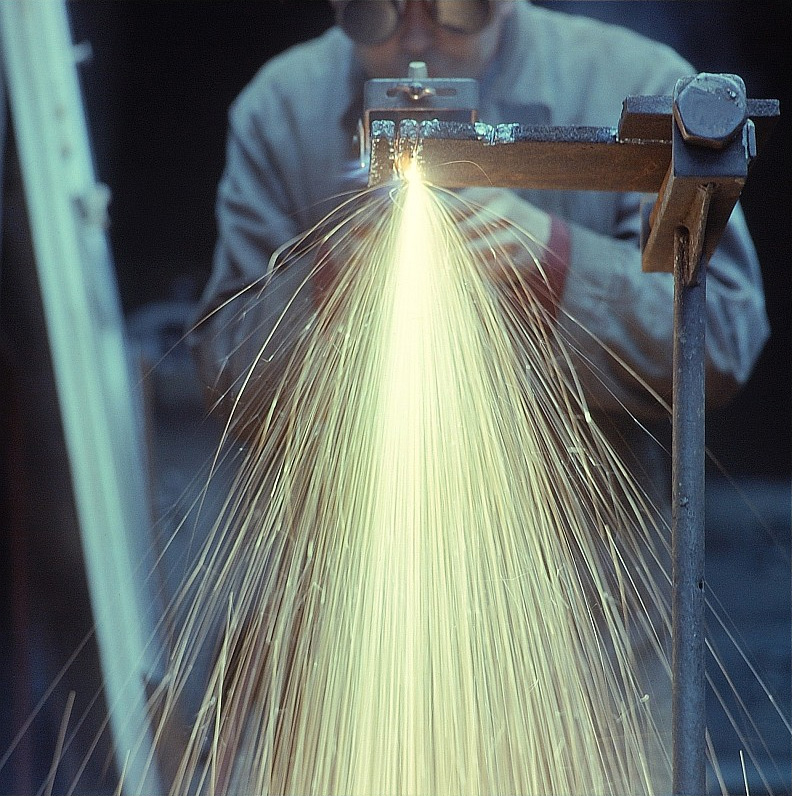
Lunettes de protection, 1972.
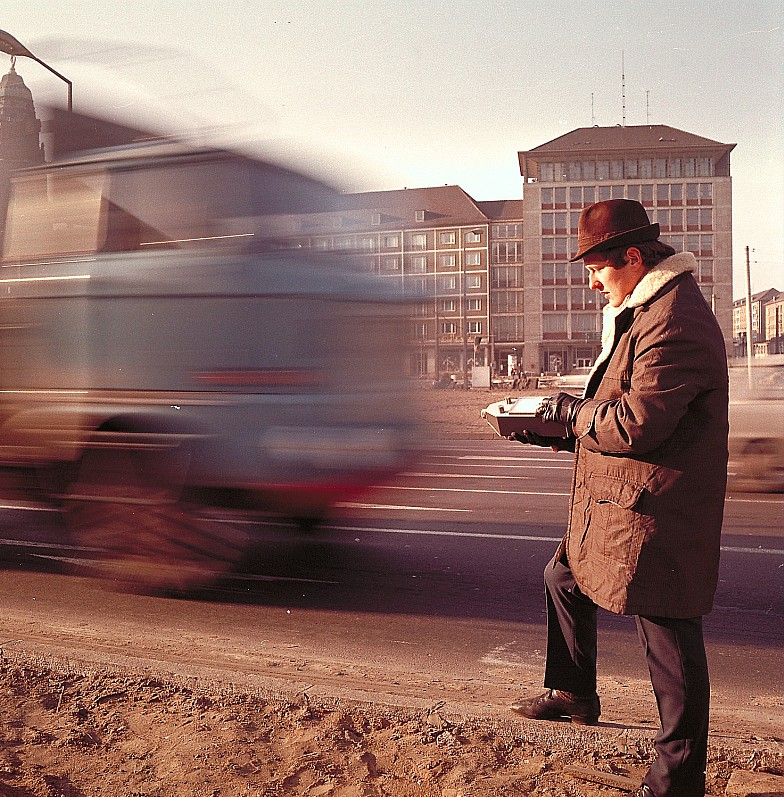
Mesure du bruit de la circulation sur la Pirnaischer Platz à Dresde, 1972.
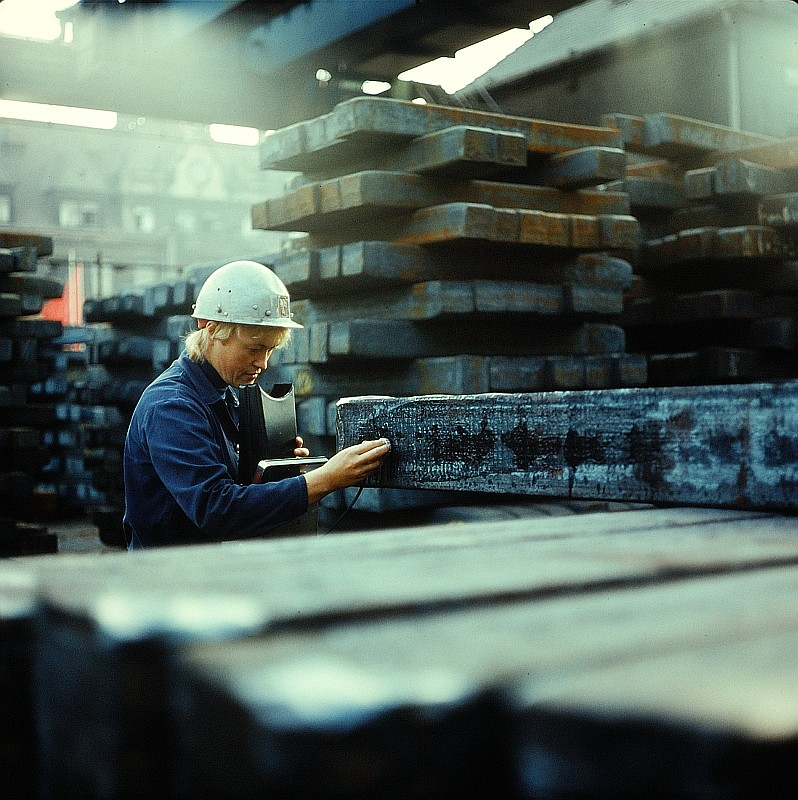
Contrôle qualité, 1983.
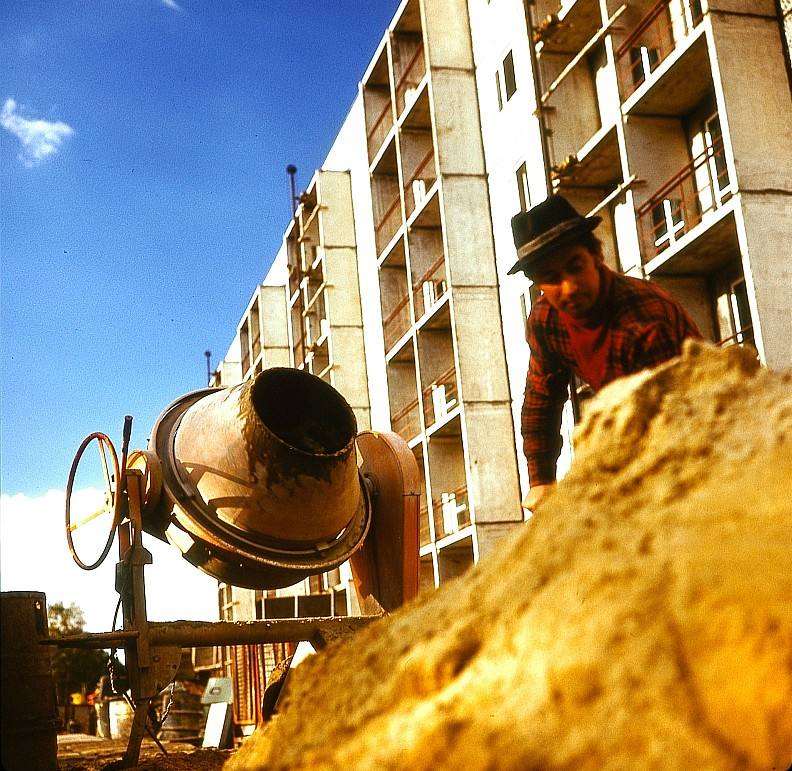
Bétonnière.